# Christentum

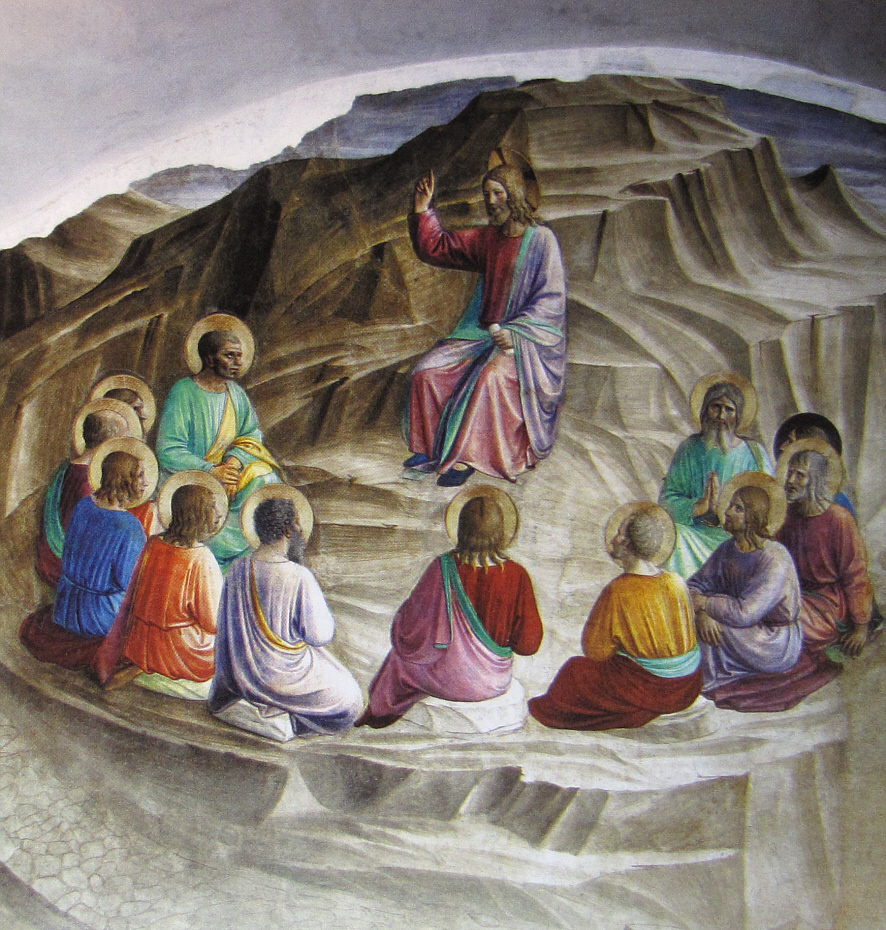
Die Bergpredigt, Fresko von Fra Angelico (1437–1445)

Das Christentum ist eine Weltreligion, die aus dem Judentum hervorging und sich ab dem 4. Jahrzehnt n. Chr. über Palästina hinaus ausbreitete. Ihre Anhänger werden Christen genannt, die Gesamtheit der Christen wird auch als die Christenheit bezeichnet.
Von zentraler Bedeutung für das Christentum ist Jesus von Nazaret, ein jüdischer Wanderprediger, der etwa in den Jahren 28–30 n. Chr. auftrat und in Jerusalem hingerichtet wurde. Seine Jünger erkannten gemäß christlicher Vorstellung in ihm nach seiner Kreuzigung und Auferstehung den Sohn Gottes und den vom Judentum erwarteten Messias. In ihren Bekenntnissen nennen sie ihn Jesus Christus. Der Glaube an ihn ist in den Schriften des Neuen Testaments grundgelegt. Die weitaus meisten Christen glauben an einen Gott (Monotheismus) als eine Trinität, das heißt eine Wesenseinheit aus Vater, Sohn und Heiligem Geist. Daneben existieren innerhalb des Christentums kleinere antitrinitarische Gruppierungen.
Die zahlreichen Konfessionen bzw. Kirchen innerhalb des Christentums lassen sich in fünf Hauptgruppen zusammenfassen: die römisch-katholische Kirche, die orthodoxen Kirchen, die protestantischen Kirchen, die anglikanischen Kirchen und die Pfingstbewegung. Mit rund 2,5 Milliarden (2022) Mitgliedern ist das Christentum vor dem Islam (2 Milliarden) und dem Hinduismus (1,2 Milliarden) die weltweit am weitesten verbreitete Religion.

## Überblick

### Bezeichnung
Der Begriff „Christentum“ (von altgriechisch Χριστιανισμός Christianismós) wird erstmals in einem Brief des syrischen Bischofs Ignatius von Antiochia im 2. Jahrhundert erwähnt und ist den älteren Begriffen Ἰουδαϊσμός (Ioudaïsmós, Judentum) und Ἑλληνισμός (Hellēnismós, Hellenismus) nachgebildet. Nach der Apostelgeschichte 11,26  wurden die Jünger Jesu Christi zuerst von den Bewohnern der zum Römischen Reich gehörenden syrischen Stadt Antiochia am Orontes, in welche die Christen nach den ersten Verfolgungen in Palästina geflohen waren, Χριστιανόι (Christianói, Christen) genannt. Man sah offenbar das Christusbekenntnis der Anhänger Jesu als charakteristisch für ihren Glauben an. Die Christen übernahmen diese Bezeichnung bald auch für sich selbst (vgl. Apg 26,28 , 1 Petr 4,16 ). Das deutsche Wort Kristentûm ist erstmals im Mitteldeutschen bei Walther von der Vogelweide belegt.

### Ursprung
Die Wurzeln des Christentums liegen im Judentum im römisch beherrschten Palästina zu Beginn des 1. Jahrhunderts. Es geht zurück auf die Anhänger des jüdischen Wanderpredigers Jesus von Nazaret. Mit dem Judentum ist das Christentum insbesondere durch den ersten Teil seiner Bibel verbunden, der den jüdischen heiligen Schriften des Tanach entspricht und im Christentum Altes Testament genannt wird. Ohne das Alte Testament wäre der christliche Glaube geschichtslos und bliebe unverständlich. Christen lesen die Texte des Alten Testaments allerdings von Jesus Christus her und auf ihn hin (christologische Interpretation). Das Christentum verbreitete sich in kurzer Zeit im Mittelmeerraum. Dabei übte der Hellenismus erheblichen Einfluss auf das christliche Denken aus.

### Selbstverständnis
Der Kern der christlichen Religion rührt nach ihrem Selbstverständnis aus der bedingungslosen Liebe Gottes gegenüber den Menschen und der gesamten Schöpfung. In dieser Liebe, in der sich Gott in der Gestalt des Menschen Jesus von Nazaret offenbart und selbst erschließt, wird die Beziehung Mensch-Welt-Gott geklärt. Sie betrifft alle Daseinsbereiche des Menschen und alle Dimensionen des Menschseins. Die Heilszusage gilt den Menschen aller Nationen, unabhängig von ethnischer Zugehörigkeit, Geschlecht oder gesellschaftlicher Stellung (vgl. Gal 3,28 ). Das Christentum versteht sich somit als universale Religion und gleichzeitig als der unüberbietbare Ort, an dem sich Gott den Menschen in der Geschichte zugewandt hat und erfahrbar ist. Diesem Verständnis bzw. dem Sendungsauftrag Christi (Mt 28, 19–20 ) entspricht der missionarische Charakter des Christentums.

### Lehre
Jesus ist nach vorherrschendem christlichen Glaubensverständnis zugleich wahrer Gott und wahrer Mensch. Die christliche Lehre, die auf dem biblischen Zeugnis basiert, hat folgenden zentralen Inhalt: Gott wandte sich in der Menschwerdung („Inkarnation“) in seinem Sohn Jesus Christus der in Sünde verstrickten Menschheit zu; der Tod Jesu Christi am Kreuz bewirkte die Erlösung durch Beseitigung von Schuld und Sünde der Menschheit.
Die Glaubensgewissheit lag für die ersten Christen in den Ereignissen zu Ostern begründet, dem dritten Tag nach der Kreuzigung Jesu. Damals – so die Überzeugung der Christen – bewirkte Gott an Jesus als erstem von allen Menschen die Auferstehung bzw. Auferweckung und bestätigte somit die Botschaft Jesu vom kommenden Reich Gottes (Phil 2,5–11 ). Die Anhänger Jesu machten die Erfahrung, dass ihnen der auferstandene Jesus erschien und seine bleibende Gegenwart zusagte (1 Kor 15,3–8 ). Auf diese Oster- bzw. Auferstehungserfahrung gründet sich die christliche Gemeinschaft (Kirche), die an Pfingsten durch den Heiligen Geist die Befähigung zur Erfüllung des Missionsauftrags erhielt.
Dieser Glaube wurde, zusammen mit der Erinnerung an das Wirken Jesu von Nazaret als dem Verkünder der Botschaft Gottes, in Form von gottesdienstlichen Hymnen sowie Bekenntnisformeln ausgedrückt und in Predigten entfaltet. Kern des Bekenntnisses waren auf Jesus übertragene, zum Teil alttestamentliche Hoheitstitel wie „Herr“, Gesalbter (griech. Christus, hebr. Messias), „Sohn Gottes“ und andere. Schrittweise entstanden die Schriften des Neuen Testaments, die im Laufe der ersten Jahrhunderte – gemeinsam mit der Bibel der Juden – im biblischen Kanon festgehalten sowie bewahrt wurden – als einheitliche Grundlage der christlichen Lehre. In Bezug auf die Anerkennung der weiteren Lehrentwicklung gibt es konfessionelle Unterschiede.

## Verbreitung

Länder, in denen das Christentum die am meisten verbreitete Religion ist, sind violett (katholisch), blau (protestantisch) oder pink (orthodox) gekennzeichnet.

Das Christentum ist die zahlenmäßig bedeutendste Weltreligion, der schätzungsweise ungefähr ein Drittel aller Menschen auf der Welt angehören. Die meisten staatlichen Statistiken werden auf Selbstbezeichnungen der einzelnen Staatsbürger oder Hochrechnungen zurückzuführen sein, manchmal auch auf amtliche Listen. In vielen Ländern der Erde werden Christen verfolgt, so dass von dort nur ungewisse Zahlen vorliegen.
| Region        | Bevölkerung | Bevölkerung | Christen   | Christen | Christen |
| ------------- | ----------- | ----------- | ---------- | -------- | -------- |
|               | in Mio.     | Wachstum    | in Prozent | in Mio.  | Wachstum |
| Europa        | 730         | 0,05 %      | 71,0 %     | 519,1    | −0,4 %   |
| Deutschland   | 82          | 0,1 %       | 69,4 %     | 57,1     | −1,0 %   |
| Schweiz       | 7           | 0,67 %      | 86,6 %     | 6,4      | 0,4 %    |
| Österreich    | 8           | 0,52 %      | 89,7 %     | 7,3      | 0,2 %    |
| Asien         | 3.691       | 1,41 %      | 8,5 %      | 316,5    | 3,7 %    |
| Afrika        | 784         | 2,41 %      | 48,3 %     | 379,4    | 2,8 %    |
| Angloamerika  | 309,6       | 0,85 %      | 81,5 %     | 259,0    | 0,7 %    |
| Lateinamerika | 519         | 1,59 %      | 91,6 %     | 476,6    | 1,5 %    |
| Pazifik       | 31          | 1,59 %      | 73,3 %     | 22,9     | 0,74 %   |
| Weltweit      | 6.065       | 1,59 %      | 32,5 %     | 1.973,0  | 1,4 %    |

Oben angeführt sind die Bevölkerungszahlen der UNO von 1998. Zahlen über Religionszugehörigkeit aus Gebet für die Welt, Ausgabe 2003 (siehe unten). Die Daten stammen aus den Jahren 1998–2000. Die Wachstumsraten betreffen das durchschnittliche Wachstum von 1995 bis 2000, beruhen jedoch zum Teil auf einem Wechsel der Datenbasis. Das Christentum wuchs in dieser Zeit in den meisten Erdteilen der Welt, wobei sich sein Wachstum vom „alten“ Kontinent Europa hin zu den „neuen“ Erdteilen verschob; besonders stark wuchs es in Asien und Afrika. Dieses Wachstum verteilt sich gleichermaßen auf die katholische Kirche, evangelikale Gemeinschaften und Kirchen der Pfingstbewegung. Der Anteil der Lutheraner geht somit langsam zurück. In Europa kann man aufgrund des allgemeinen Geburtenrückganges und der Kirchenaustritte bei gleichzeitiger Migration einen Rückgang der Gesamtzahl der Christen verzeichnen.

## Zusammenhalt, Organisation und Richtungen

Das Christusmonogramm mit den griechischen Buchstaben Alpha und Omega. Das „X“ und das „P“ sind die beiden griechischen Buchstaben Chi und Rho und die beiden Anfangsbuchstaben von Christus.

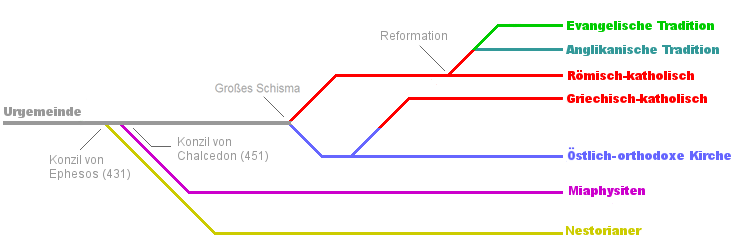
Überblick über die christlichen Konfessionsfamilien

Die gesamte Christenheit wird als Ekklesia angesehen, als Leib Christi mit Christus als Haupt. Jeder einzelne Christ stellt ein Glied dieses mystischen Leibes dar. Manche christlichen Theologen unterscheiden zwischen der „unsichtbaren Kirche“, die alle gläubigen Christen aller Konfessionen umfasst, und der sichtbaren Kirche, deren Mitglieder mehr oder weniger gläubig sein können. 
Innerhalb des Christentums entstanden bald mehrere Gruppierungen bzw. Strömungen, manchmal durch politische Motive oder geographische Gegebenheiten, aber auch durch abweichende Lehrmeinungen. Grob lassen sich diese Richtungen nach ihren Merkmalen in Konfessionen und Denominationen einteilen. Zu einer Konfession oder Denomination gehören eine oder mehrere Kirchen oder Gemeinden. Der einzelne Christ ist Mitglied einer bestimmten Kirche oder Gemeinde. Neben den Konfessionen gibt es auch konfessionsübergreifende theologische Richtungen, beispielsweise liberal, evangelikal oder charismatisch.
Viele Kirchen stehen in einer mehr oder weniger lockeren Gemeinschaft mit anderen Kirchen, die in beiderseits anerkannten Lehren begründet ist, ohne deshalb ihre spezifischen Lehren und ihr Brauchtum aufzugeben. Beispiele für solche Gemeinschaften sind der Ökumenische Rat der Kirchen, die Evangelische Allianz und die Leuenberger Konkordie. Daneben gibt es auch Kirchengemeinschaften, die die vollständige gegenseitige Anerkennung von Sakramenten, Kirchenmitgliedschaft und Ämtern beinhalten. Beispiele für solche Kirchengemeinschaften sind die Anglikanische Gemeinschaft, die orthodoxen Kirchen und die evangelischen Unierten Kirchen.
Da man den Christen die Taufe nicht angesehen hatte, wollten sie dennoch untereinander und nach außen hin identifizierbar sein. Da das Vaterunser einfache, für jeden wiederholbare Akte aufgewiesen hatte, erfüllte dieses alle Voraussetzungen für ein verbindendes und nach außen abgrenzendes Merkmal.

### Historische Entwicklung
In der antiken Welt gab es fünf christliche Patriarchate, denen jeweils die lokalen Metropoliten, Erzbischöfe und Bischöfe unterstellt waren: Rom, Konstantinopel, Alexandrien, Antiochien und Jerusalem. Sollte über wesentliche Lehrfragen entschieden werden, wurde ein Konzil (eine Versammlung von Bischöfen) einberufen. Das höchste Ansehen genossen die ökumenischen Konzile, in denen Bischöfe aus allen Patriarchaten zusammenkamen. Mehreren Konzilien, die sich selbst als „ökumenisch“ betrachteten, wurde dieser Status wegen mangelnder Zustimmung der Ortskirchen allerdings später aberkannt. Insgesamt gab es von 325 bis 787 sieben ökumenische Konzile, die bis heute von der katholischen, den orthodoxen, den anglikanischen und den meisten evangelischen Kirchen anerkannt werden; einige protestantische Kirchen lehnen allerdings das Zweite Konzil von Nicäa wegen seiner Aussagen über die Bilderverehrung ab.
Nach dem Konzil von Ephesos 431 n. Chr. kam es zu einer ersten Spaltung, nämlich der Abspaltung der Apostolischen Kirche des Ostens („Nestorianer“). Auf dem folgenden ökumenischen Konzil von Chalcedon wurde die Natur Christi als zugleich menschlich und göttlich definiert. Die miaphysitischen Kirchen, zu denen unter anderen die koptische Kirche, die syrisch-orthodoxe Kirche und die armenische apostolische Kirche gehören, betonen die Einigung (Enosis) der menschlichen und der göttlichen Natur Christi und lehnen die Lehre eines „zweifachen Christus“ ab, wie er im Nestorianismus vertreten wird. Die römische Reichskirche rezipierte die gemäßigte Zweinaturenlehre des Chalcedonense, so dass sie Bestandteil der Dogmatik der meisten heute existierenden Konfessionen ist.
In den folgenden Jahrhunderten vertiefte sich in der Reichskirche die Entfremdung zwischen der östlichen und westlichen Tradition bis zum Bruch. Die westliche Tradition entwickelte sich in der Spätantike und im frühen Mittelalter im Weströmischen Reich, während die östliche Tradition in Konstantinopel, Kleinasien, Syrien und Ägypten entstand (Oströmisches/Byzantinisches Reich). Die eigentlich dogmatischen Unterschiede blieben zwar gering, aber die lateinische Kirche hatte in dieser Zeit Lehren entwickelt, die nicht von ökumenischen Konzilien abgesegnet worden waren (z. B. Erbsündenlehre, Fegefeuer, Filioque, päpstlicher Primat des Papstes). Weitere Unterschiede bestanden seit langem bezüglich politischer Umgebung, Sprache und Fragen des Ritus und der Liturgie (Samstagsfasten, Azyma). Die Situation spitzte sich im 11. Jahrhundert zu, so dass es 1054 zu einer gegenseitigen Exkommunikation zwischen dem Papst und dem Patriarchen von Konstantinopel kam. Dieses Datum gilt üblicherweise als Beginn des morgenländischen Schismas.
Die Westkirche erfuhr durch die Reformation des 16. Jahrhunderts eine tiefgreifende Spaltung. Die Anliegen der Reformatoren betrafen vor allem das Kirchen- und Sakramentenverständnis und die Rechtfertigungslehre. Die reformatorische Bewegung führte zu mehreren parallelen Kirchenbildungen, von denen sich im weiteren Verlauf neue Gruppierungen lösten, die in den folgenden Jahrhunderten zum Teil zu Kirchengemeinschaften zusammenfanden.
Nach ersten Ansätzen im 19. Jahrhundert (z. B. Bonner Unionskonferenzen) kam es im 20. Jahrhundert zu einer Annäherung zwischen den Konfessionen und zu Formen des Dialogs und der Zusammenarbeit, die sich unter dem Stichwort ökumenische Bewegung zusammenfassen lassen. So sehen sich heutzutage Kirchen, die die zentralen Elemente der christlichen Lehre bejahen, als Schwesterkirchen, oder sie engagieren sich in ökumenischen Foren, wie beispielsweise dem Weltkirchenrat oder der Arbeitsgemeinschaft Christlicher Kirchen in Deutschland.

### Östliche Tradition

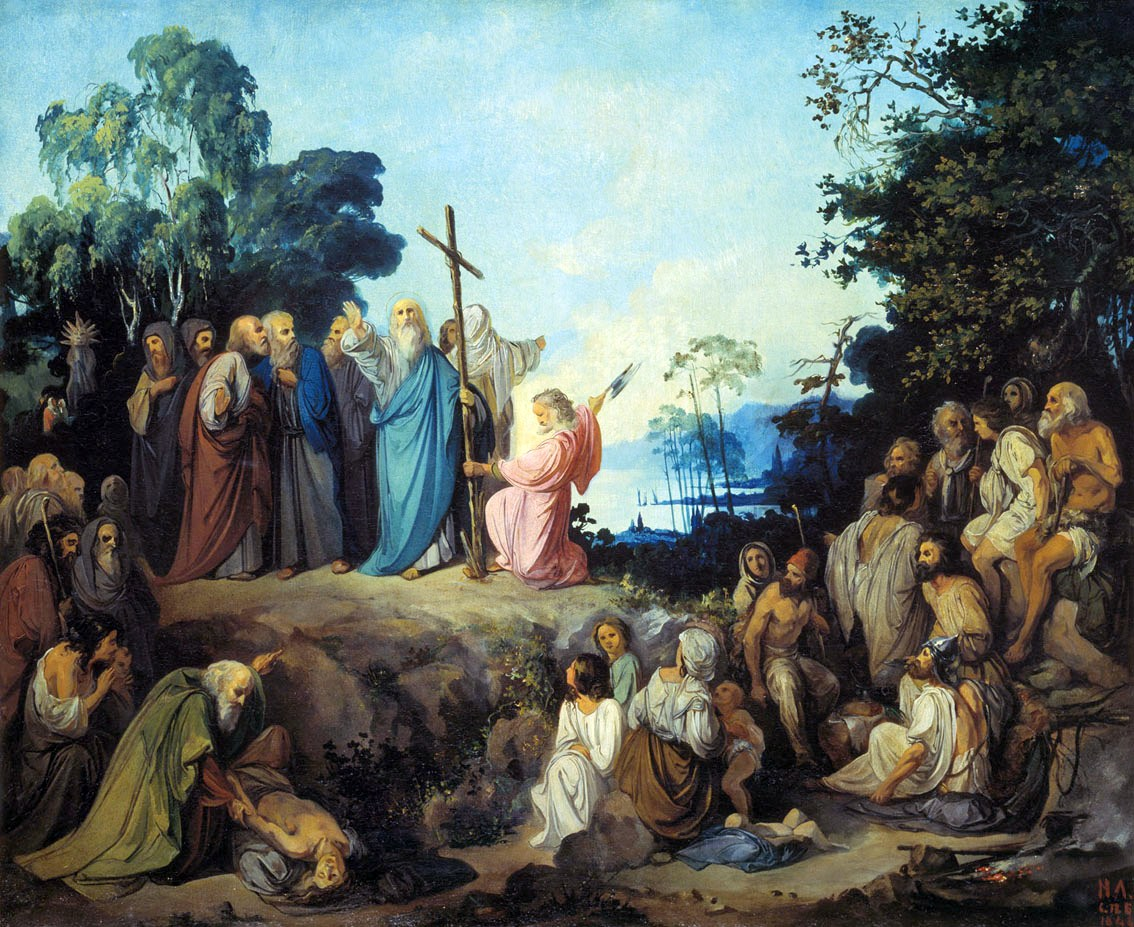
Der hl. Apostel Andreas errichtet ein Kreuz auf der Anhöhe von Kiew

Die Patriarchate von Konstantinopel, Alexandrien, Antiochien und Jerusalem und einige seither neu dazugekommene nationale Kirchen, haben bis heute die gleiche Theologie und Spiritualität, die sich kaum verändert hat, und sehen sich als Teil der ursprünglichen, von Christus gegründeten Kirche. Allen ist gemeinsam, dass sie die Liturgie in der jeweiligen Landessprache feiern. Die größte orthodoxe Kirche ist heute die russisch-orthodoxe Kirche. Faktisch hat seit dem Untergang des Weströmischen Reiches der Patriarch von Konstantinopel den Ehrenvorrang unter den orthodoxen Patriarchen inne. Heute haben die orthodoxen Patriarchate oft auch Kirchen im Ausland, die ihnen unterstellt sind. Es gibt signifikante Unterschiede zwischen den orthodoxen und den westlichen Kirchen – dazu gehören z. B. der Stellenwert des Heiligen Geistes im Hinblick auf die Heiligung der Gläubigen und der zu konsekrierenden Materie, die Spiritualität, die Ikonen und die Lehre von der Kirche. Die orthodoxen Kirchen haben ihre historischen Schwerpunkte in Südost- und Osteuropa, in Vorderasien, in Indien und in Nordostafrika und sind heute als Auswandererkirchen in allen Teilen der Welt zu finden.
Orthodoxe Christen erkennen dem Bischof von Rom einen Ehrenvorrang im Rahmen der Pentarchie zu, sofern darunter nicht ein juristischer Primat verstanden wird. Dazu bedarf es, dass der Papst rechtgläubig im Sinne der Orthodoxie ist und er sich als „primus inter pares“ sieht.
In den orthodoxen Kirchen werden die drei Sakramente der Eingliederung (Taufe, Myronsalbung und Erstkommunion) in einer einzigen Feier gespendet. Der Zölibat ist in den orthodoxen Kirchen wie auch in den mit Rom unierten katholischen Ostkirchen nur für das Bischofsamt, für Ordensleute und geweihte Jungfrauen vorgeschrieben. Die Lehre basiert auf dem Verständnis, dass die Tradition unter der Führung des Heiligen Geistes fortschreiten kann, wobei eine „traditio constitutiva“ (unveränderbar) und eine „traditio divino-apostolica“, zu denen die Adiaphora zählen, zu unterscheiden ist. Die Orthodoxie beschränkt die „traditio constitutiva“ auf die von ihnen anerkannten ökumenischen Konzilien.

### Orientalisch-Orthodoxe Kirchen
Innerhalb des östlichen Christentums bilden die Orientalisch-Orthodoxen Kirchen (auch bekannt als altorientalische Kirchen) eine eigene Gruppe. Die Bezeichnung Orientalisch-Orthodoxe Kirchen hat für jene Kirchen Gültigkeit, welche die Beschlüsse des Konzils von Chalcedon (451) nicht angenommen haben. Federführend bezüglich der starken Opposition gegen die Beschlüsse des Konzils von Chalcedon waren vor allem die Kopten und die Syrisch-Orthodoxen Assyrer. Die Armenier und Äthiopier waren hingegen kaum in die Auseinandersetzungen um die chalcedonische Christologie involviert, sondern übernahmen einfach später die Position der Kopten und Syrisch-Orthodoxen Assyrer. Zur Gruppe der Orientalisch-orthodoxen Kirchen zählen heute die folgenden Kirchen:
- Koptisch-Orthodoxe Kirche
- Syrisch-Orthodoxe Kirche von Antiochien
- Äthiopisch-Orthodoxe Tewahedo-Kirche
- Eritreisch-Orthodoxe Tewahedo-Kirche
- Malankara Orthodox-Syrische Kirche
- Armenische Apostolische Kirche

### Westliche Tradition
Ab der Spätantike entwickelte sich die Lehre, dass der Bischof von Rom eine Autorität besitzt, die direkt auf den Apostel Petrus zurückgeführt werden kann und die ihn zum Stellvertreter Christi und damit Inhaber des obersten Jurisdiktions-, Lehr- und Hirtenamts in der christlichen Kirche macht.
Um die Mitte des zweiten Jahrtausends forderten Theologen an verschiedenen Orten in Europa (Martin Luther und Ulrich Zwingli im deutschen Sprachraum, Johannes Calvin im französischen, und Thomas Cranmer im englischen) aus Protest gegen Missbräuche Reformen in der katholischen Kirche. Daraus entstand die Trennung der westlichen Kirche in eine römische Tradition, die in der Reformation bei Rom blieb, und eine reformatorische Tradition, die sich von Rom löste.
Die Unfehlbarkeit des Papstes bei ex cathedra verkündeten Glaubensaussagen und dessen Jurisdiktionsprimat über die Gesamtkirche wurden 1870 im Ersten Vatikanischen Konzil mit der dogmatischen Konstitution Pastor Aeternus zu verbindlichen Glaubenssätzen der Römisch-katholischen Kirche erhoben. Nach diesem Konzil trennten sich die Unfehlbarkeitsgegner von Rom bzw. wurden exkommuniziert und bildeten fortan eigene altkatholische Kirchen, die sich in der Utrechter Union der Altkatholischen Kirchen zusammenschlossen. Weil ihre historische Tradition zwischen dem 16. und dem 19. Jahrhundert der römisch-katholischen Kirche parallel lief, sie aber gemäß ihrem Selbstverständnis eine reformorientierte Ausrichtung haben, die sie in Kirchengemeinschaft mit den Anglikanern und in ökumenische Verbundenheit zum Protestantismus gebracht hat, ist ihre Klassifizierung schwierig.

#### Römisch-katholische Tradition

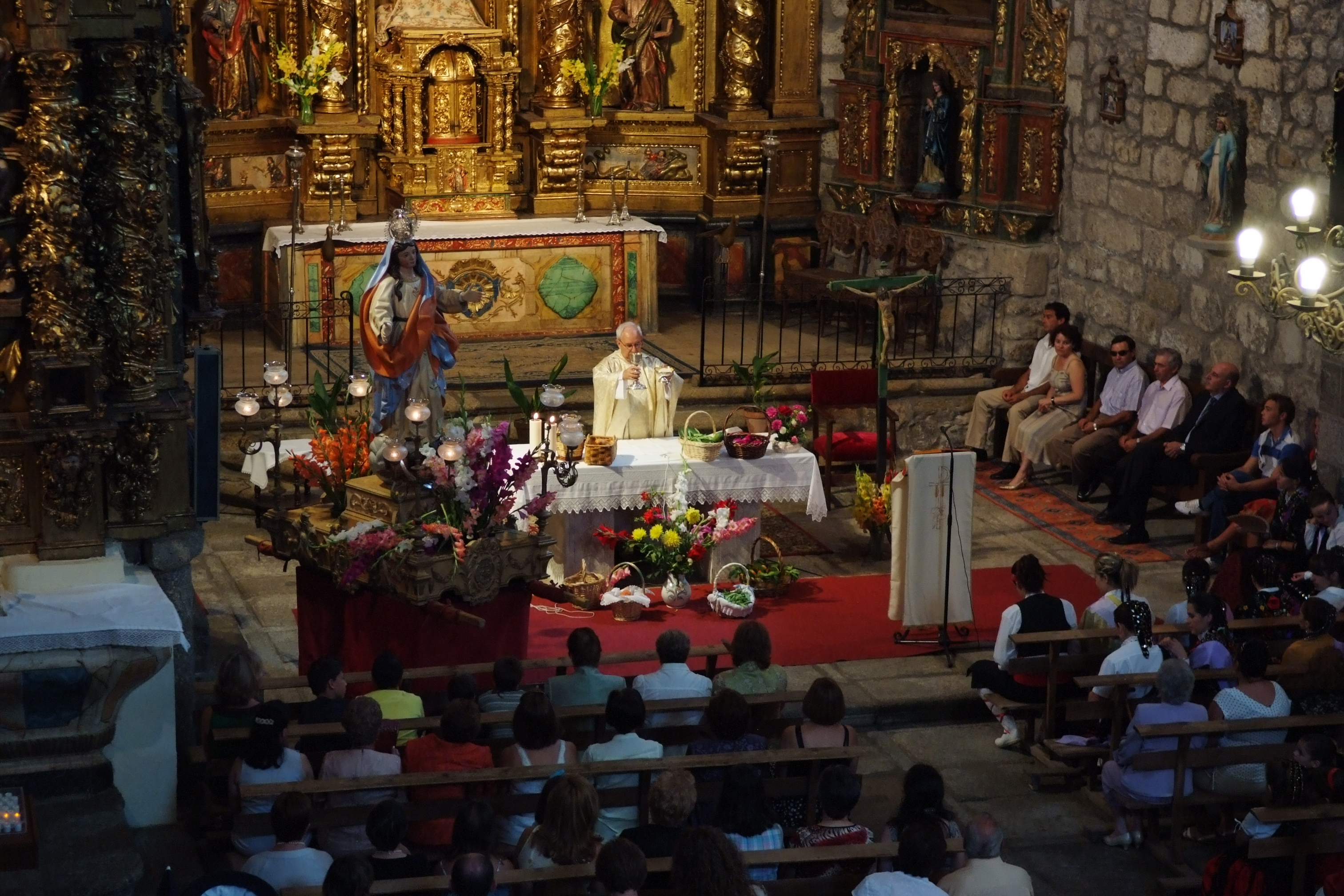
Heilige Messe am Fest Mariä Himmelfahrt in Villafranca de la Sierra (Spanien)

Der römisch-katholischen Kirche gehören weltweit etwa 1,1 Milliarden Gläubige an. Nach ihrem Verständnis ist die „eine heilige katholische Kirche“ (Nicäno-Konstantinopolitanisches Glaubensbekenntnis) das wandernde „Volk Gottes“, das unter Leitung des Papstes als dem Nachfolger des Apostels Petrus und Stellvertreter Christi auf Erden „unzerstörbare Keimzelle der Einheit, der Hoffnung und des Heils“ ist (vgl. Lumen gentium, Apostolicae curae und Dominus Jesus). Das Zweite Vatikanische Konzil ergänzte das Dogma der päpstlichen Unfehlbarkeit (1870) um die Aussage: „Die Gesamtheit der Gläubigen, welche die Salbung von dem Heiligen haben (vgl. 1 Joh 2,20.27 ), kann im Glauben nicht irren.“
Die drei Sakramente der Eingliederung in die katholische Kirche sind die Taufe, die Firmung und der Empfang der Eucharistie.
Die apostolische Sukzession sieht die Kontinuität mit der Urkirche dadurch gewährleistet, dass sie eine Kette von Handauflegungen (Weihe), ausgehend von den Aposteln über viele Bischöfe vergangener Tage bis hin zu den heutigen Bischöfen, annimmt. Nur in apostolischer Sukzession stehende Bischöfe können daher das Weihesakrament gültig spenden.
Römisch-katholische Gottesdienste sind für alle zugänglich; der Empfang der Kommunion ist jedoch nur Katholiken sowie Angehörigen orthodoxer und orientalischer Kirchen erlaubt, sofern diese in rechter Weise disponiert sind. Mitgliedern anderer Kirchen darf in Todesgefahr die Wegzehrung gereicht werden, sofern sie bezüglich dieses Sakraments den katholischen Glauben bekunden. Interkommunion ist untersagt.

#### Evangelische Tradition

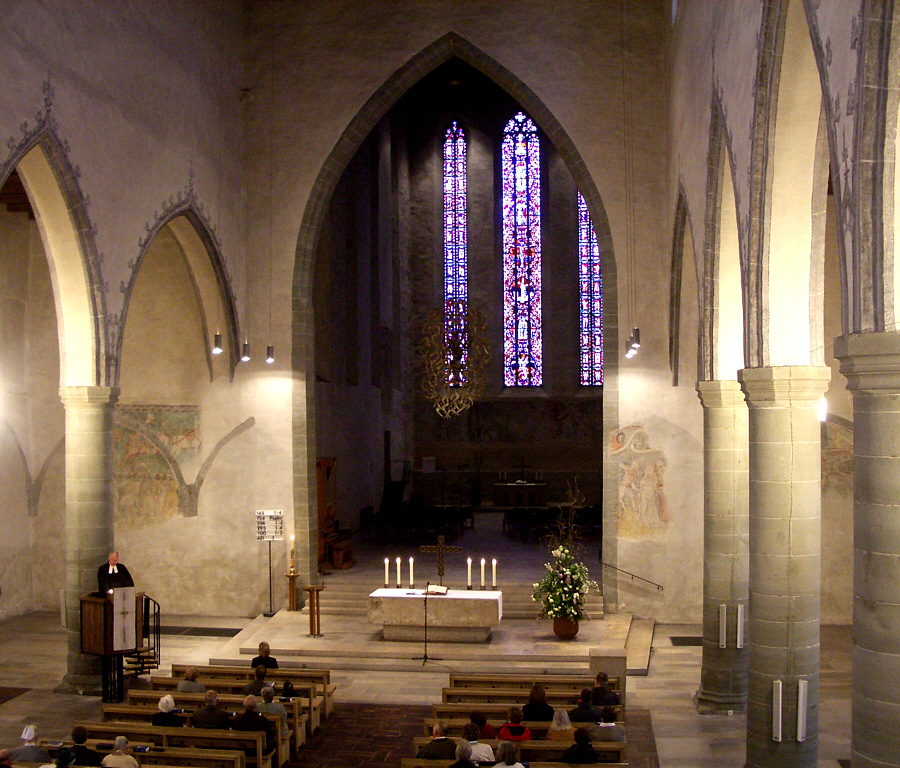
Evangelischer Predigtgottesdienst in Ravensburg, Deutschland

Die evangelischen Kirchen verstehen sich als allein aus der biblischen Schrift heraus begründet (Sola scriptura), während die römisch-katholische Kirche sich durch die Schrift und die Überlieferung begründet sieht. Dennoch erkennen die evangelischen Kirchen die frühen kirchlichen Traditionen an, damit die Beschlüsse ihrer Synoden und Konzile, und die aus ihr stammenden Bekenntnisse (Apostolisches Glaubensbekenntnis und Nizäisches Glaubensbekenntnis). Diese beziehen ihre Autorität jedoch nur aus ihrem Einklang mit dem evangelischen Verständnis der Schrift und nicht aufgrund der Ämter ihrer Autoren.
Die öffentliche Auseinandersetzung Martin Luthers mit der römisch-katholischen Tradition begann – nach einer mehrjährigen theologischen Entwicklung – mit den 95 Thesen; seine Lehre ist in zwei von ihm verfassten Katechismen (Großer und Kleiner Katechismus) und anderen Schriften festgehalten. Luther selbst war Verfechter der Kindstaufe, der Beichte und der Marienverehrung, wandte sich aber entschieden gegen den Zölibat und heiratete 1525 Katharina von Bora.
Der als Augustinermönch ausgebildete Theologe verfasste eine neue, auf Augustinus von Hippo fußende Rechtfertigungslehre, die besagt, dass der „Glaube allein“ (Sola fide) den Menschen „coram Deo“ (vor Gott) gerecht mache und ihn so vor der gerechten Strafe Gottes errette. Basierend auf dieser Rechtfertigungslehre sowie dem Prinzip der Sola scriptura, erkennen die meisten evangelische Christen als Sakramente nur zwei Handlungen an: die Taufe, bei der Jesus selbst nicht Handelnder gewesen ist, sondern Johannes der Täufer, und das Abendmahl oder Herrenmahl, das Jesus selbst begründete. Für beide Handlungen sind ein Wort und ein Element konstitutiv, die in der biblischen Überlieferung mit dem Gebot Jesu zu deren Durchführung verbunden sind. In der evangelischen Tradition gibt es unterschiedliche Abendmahlsverständnisse, die jedoch von den Mitgliedskirchen der Leuenberger Konkordie für nicht kirchentrennend gehalten werden. Die reformierte Tradition versteht das Abendmahl dabei als rein symbolisches Gedächtnismahl, während in der lutherischen Tradition der Gedanke der Realpräsenz Jesu „in, mit und unter“ den Elementen Brot und Wein betont wird (Konsubstantiation), ohne allerdings deren Wandlung (Transsubstantiation) wie im katholischen Verständnis. Es ist weiterhin möglich, die Beichte abzulegen und Absolution zu empfangen, aber dies sei weder notwendig, noch sei es ein Sakrament. In den taufgesinnten evangelischen Kirchen (nicht jedoch in den deutschen Landeskirchen, die in der Evangelischen Kirche in Deutschland (EKD) vereint sind) wurde die Taufe unmündiger Kinder durch die Gläubigentaufe ersetzt, da diese Kirchen davon ausgehen, dass ein persönlicher Glaube des Täuflings eine neutestamentliche Voraussetzung für den Empfang der Taufe (sola fide) sei. Die vielfältigen evangelischen Konfessionen sind institutionell autonom und haben keine offizielle gemeinsame Lehre, die über die Schrift hinausgeht, und kein gemeinsames Oberhaupt außer Christus.
Die gemeinsamen Grundgedanken der evangelischen Kirchen lassen sich durch die „vier Soli“ zusammenfassen:
- „sola fide“: Allein der Glaube rechtfertigt vor Gott.
- „sola gratia“: Allein die Gnade Gottes bringt Erlösung.
- „sola scriptura“: Allein die Bibel ist Regel und Richtschnur des Glaubens („regula fidei“).
- „solus Christus“: Allein die Person, das Wirken und die Lehre Jesu ist Grundlage des Glaubens.

Ein besonderer Fall ist die anglikanische Kirche, die an der apostolischen Sukzession, an vielen katholischen Bräuchen in der Liturgie und an der Realpräsenz Christi in den eucharistischen Gaben festhält.
Bezüglich des Verhältnisses von Tradition und Bibel gibt es alle Zwischenstufen von der Anglikanischen Kirche bis zu den calvinistisch-reformierten Kirchen, die jede Kirchentradition außerhalb der Bibel ablehnen.
Über Lehre und Praxis wird in den meisten Konfessionen durch Synoden oder Konferenzen auf internationaler Ebene entschieden, in anderen Konfessionen auf der Ebene der lokalen Kirche.
Heute sind die Unterschiede zwischen liberalen und konservativen Flügeln innerhalb einer Konfession oft größer als die Unterschiede zwischen einzelnen Liberalen bzw. zwischen einzelnen Konservativen aus verschiedenen Konfessionen.
Während die evangelischen Konfessionen früher sehr stark die Unterschiede betonten, gibt es heute einige Ansätze zur Annäherung: Viele evangelische Konfessionen in Europa haben sich in der Leuenberger Konkordie zusammengeschlossen, evangelikale Konfessionen arbeiten in der evangelischen Allianz zusammen. In einigen Fällen ist es sogar zu Wiedervereinigungen gekommen (United Church of Canada aus Lutheranern, Methodisten und Presbyterianern; Uniting Church of Australia aus Presbyterianern, Kongregationalisten und Methodisten; United Church of Christ aus sieben Konfessionen). Mit dem Weltkirchenrat gibt es auch ein Gremium der ökumenischen Zusammenarbeit, das nicht nur auf den Dialog zwischen den verschiedenen evangelischen Kirchen beschränkt ist, sondern in dem auch die altkatholischen, orthodoxen und altorientalischen Kirchen vertreten sind.

#### Tradition evangelischer Freikirchen
Die 1525 in Zürich entstandene radikal-reformatorische Täuferbewegung wird von vielen Freikirchen zu ihrer Vorgeschichte gerechnet. Die Mennoniten (Taufgesinnte) und Hutterer stehen in direktem historischen Zusammenhang damit. Ebenfalls in der Reformationszeit verwurzelt sind die Schwenkfeldianer und die Unitarier. Die erste Baptistengemeinde wurde 1609 in unter englischen Puritanern und unter Einfluss niederländischer Mennoniten in Amsterdam gegründet. Im 18. Jahrhundert folgte in England die Gründung der Methodisten. Im Pietismus entstanden im deutschsprachigen Raum weitere Kirchen wie die Schwarzenau Brethren und die Herrnhuter, die zum Teil auf die früheren Böhmischen Brüder zurückgehen. Im 19. Jahrhundert folgte schließlich die Bildung der Heilsarmee, der Freien evangelischen Gemeinden und der Siebenten-Tags-Adventisten. Anfang des 20. Jahrhunderts entwickelte sich dann von Nordamerika aus die Pfingstbewegung.
Die meisten dieser Bewegungen verstehen sich als taufgesinnt und sind der Überzeugung, dass die Wassertaufe ein Ausdruck der bereits zuvor erlebten Neugeburt eines Menschen sein soll. Die Täuferbewegung wurde jahrhundertelang verfolgt. Auch die später entstandenen Freikirchen erfuhren Verfolgung und Diskriminierung. Sie waren getrennt von der jeweiligen Staats- oder Landeskirche und somit „Freikirchen“, die für die Trennung von Kirche und Staat eintraten. Diese verschiedenen freikirchlichen Zweige zeigen heute weltweit in Bezug auf Mitgliederzahlen ein starkes Wachstum.
In Deutschland arbeiten viele evangelische Freikirchen in der Vereinigung Evangelischer Freikirchen zusammen, in der Schweiz im Verband Evangelischer Freikirchen und Gemeinden in der Schweiz. In Österreich kam es zu einem Zusammenschluss mehrerer Bünde (Pfingstler, Evangelikale, Baptisten, Mennoniten) zu den Freikirchen in Österreich; dieser Zusammenschluss ist dort eine rechtlich anerkannte Kirche.

### Andere Konfessionen

#### Apostolische Gemeinschaften
Als apostolische Gemeinschaften werden christliche Gemeinschaften bezeichnet, deren Ursprünge in den Erweckungsbewegungen zwischen 1820 und 1830 sowie in der daraus hervorgegangenen katholisch-apostolischen Gemeinschaft liegen. Hauptanliegen dieser Erweckungsbewegungen war eine Wiederbesetzung des Apostelamtes. Vor allem in den Anfangsjahren wurden die Lehre und Praxis der apostolischen Gemeinschaften sowohl vom Protestantismus als auch vom Katholizismus beeinflusst und geprägt. Es entwickelten sich – neben der Lehre vom Apostelamt – weitere exklusive Lehrvorstellungen, beispielsweise im Bereich der Eschatologie und des Entschlafenenwesens. Eine theologische Besonderheit aller dieser Gemeinschaften stellt auch das Sakrament der Heiligen Versiegelung dar, das laut Lehrmeinung notwendig sei, um vollständiges Heil zu erlangen (wobei sich die Aussagen hierüber unterscheiden).
Heute zählen zu den bedeutendsten Vertretern die Neuapostolische Kirche (NAK) und die Vereinigung Apostolischer Gemeinden (VAG), deren Gemeinden hauptsächlich als Abspaltungen von der NAK entstanden. Außerdem existieren das Apostelamt Jesu Christi, das Apostelamt Juda und die Old Apostolic Church. Einige der Gemeinschaften beteiligen sich an der Ökumenischen Bewegung und sind trotz theologischer Vorbehalte in die Arbeitsgemeinschaften Christlicher Kirchen aufgenommen worden.

#### Neureligiöse Gemeinschaften
Verschiedene andere Konfessionen sehen sich weder in der orthodoxen, katholischen noch in der evangelischen Tradition. Gruppen, die sich selbst so einordnen, sind beispielsweise die Quäker, die Kirche Jesu Christi der Heiligen der Letzten Tage und andere Gemeinschaften der Mormonen, Die Christengemeinschaft, die Vereinigungskirche, die Ernsten Bibelforscher, die Freien Bibelgemeinden und die Zeugen Jehovas. Viele dieser neureligiösen Gemeinschaften haben von den oben skizzierten Konfessionen abweichende Auslegungen. Beispielsweise haben sie Ansichten über die Trinität, die nicht mit den ökumenischen Konzilen übereinstimmen, oder gleichwertige Schriften neben der Bibel oder bestimmte sogenannte „Sonderlehren“, die sich bei den anderen Konfessionen bzw. in der Bibel in dieser Form nicht finden oder ihnen sogar offen widersprechen. Wegen dieser Abweichungen ist es umstritten, ob jene oft auch als „(christliche bzw. religiöse) Sondergruppen oder -gemeinschaften“ oder „Sekten“ bezeichneten Gruppen überhaupt zu den christlichen Konfessionen gezählt werden können. Einige der besagten Gruppen haben die (allerdings unterschiedlich stark ausgeprägte) Tendenz, ihre eigene Sicht des Christentums als „absolut“ zu setzen. Der Begriff Unitarier umfasst heute sowohl antitrinitarisch-christliche Gruppen (Unitarier im traditionellen Sinne) als auch Vertreter einer pantheistisch-humanistisch ausgerichteten Religion, in der Christus keine zentrale Rolle mehr spielt.

## Lehre

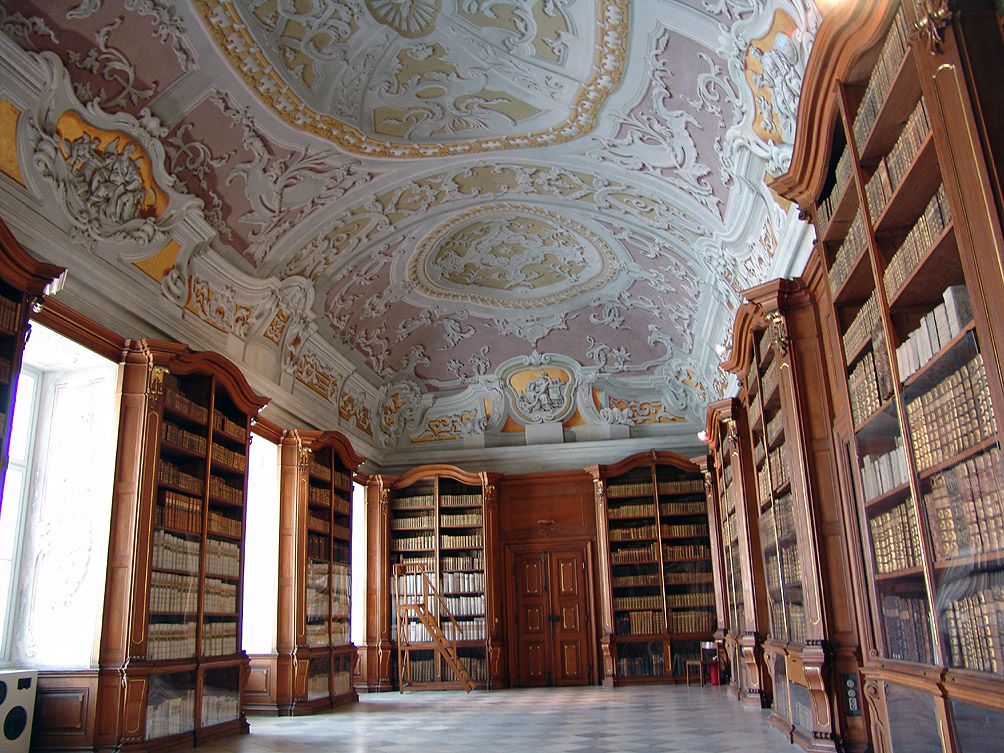
Klosterbibliothek im Stift Herzogenburg

Für die christliche Lehre sind die Menschwerdung Gottes, der Kreuzestod und die Auferstehung Jesu Christi zentral. Die Mehrheit der Christen glaubt, dass diese Ereignisse die Basis von Gottes Werk bilden, das die Menschheit mit ihm aussöhnt; sein Tod am Kreuz wird als Erlösungstat verstanden. Die Menschwerdung und der freiwillige Opfertod gelten als Ausdruck äußerster Liebe Gottes zur verlorenen Menschheit. Entsprechend zentral für das christliche Handeln ist die Liebe (griechisch Αγάπη; lateinisch caritas) zu Gott (Gottesliebe) und zum Mitmenschen (Nächstenliebe).
Der großen Mehrheit der verschiedenen Konfessionen sind folgende Glaubensaussagen gemeinsam:
- Es ist nur ein einziger Gott, und Gott ist dreieinig – ein einziges ewiges Wesen, das sich in drei „Personen“ offenbart: Vater (Schöpfer), Sohn (Mittler, Erlöser) und Heiliger Geist (Kraft, „Tröster“ = Beistand, Vollender).
- Jesus Christus ist der Sohn Gottes und der verheißene Messias.
- Jesus Christus ist zugleich wahrer Gott und wahrer Mensch (Zwei-Naturen-Lehre).[19]
- Jesus Christus hat das kommende Gottesreich verkündet, das mit seinem Auftreten begonnen hat.

- Richtschnur für das Leben als Christ ist die Einheit von Gottes- und Nächstenliebe einschließlich der Feindesliebe.
- Jesus konnte nicht sündigen. Durch sein Opfer am Kreuz ist allen Menschen ihre Schuld der Erbsünde vergeben, die ihnen seit ihrer Geburt anhaftet,  und sie sind durch das Blut Christi mit Gott versöhnt, sofern sie dies annehmen.
- Täuflinge werden mit Wasser und nach der trinitarischen Taufformel (Mt 28,19 EU) getauft. Durch den Glauben werden sie vom Tod in ein ewiges Leben auferweckt, sofern sie an dieses Erlösungswerk Gottes für sich glauben.
- Menschen empfangen durch den Glauben an Christus den Heiligen Geist, der Hoffnung bringt und sie bzw. die Kirche in Gottes Wahrheit und gemäß Gottes Absichten führt.
- Der auferstandene Jesus sitzt zur Rechten Gottes. Er wird wiederkehren, um die Gläubigen in die ewige Anschauung Gottes zu führen. Bis zu dieser Wiederkehr hat die Kirche den Auftrag, allen Menschen und Völkern die frohe Botschaft zu verkünden.
- Die Bibel ist als Wort Gottes von Gott inspiriert. In ihr ist die Botschaft über Jesus und Gott sowie die Richtschnur für das gottesbewusste Verhalten der Menschen niedergelegt.
- Maria, die Mutter Jesu, gebar den Sohn Gottes, der durch das Wirken des Heiligen Geistes gezeugt wurde.

### Ursprung und Einflüsse

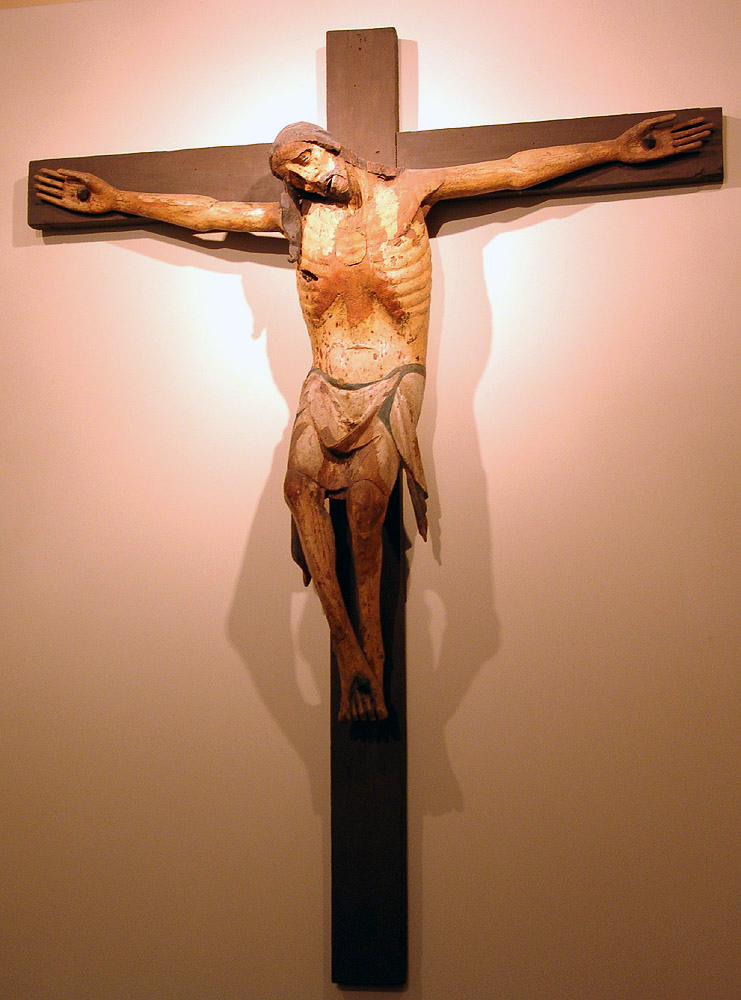
Darstellung des Gekreuzigten aus dem Jahr 1310

Die ersten Christen waren Juden, die zum Glauben an Jesus Christus fanden. In ihm erkannten sie den bereits durch die biblische Prophetie verheißenen Messias (hebräisch: maschiach, griechisch: Christos, latinisiert Christus), auf dessen Kommen die Juden bis heute warten. Die Urchristen übernahmen aus der jüdischen Tradition sämtliche heiligen Schriften (den Tanach), wie auch den Glauben an einen Messias oder Christus (christos: Gesalbter). Von den Juden übernommen wurden die Art der Gottesverehrung, das Gebet der Psalmen u. v. a. m. Eine weitere Gemeinsamkeit mit dem Judentum besteht in der Anbetung desselben Schöpfergottes. Jedoch sehen fast alle Christen Gott als einen dreieinigen Gott an: den Vater, den Sohn (Christus) und den Heiligen Geist. Darüber, wie der dreieinige Gott konkret gedacht werden kann, gibt es unter den christlichen Konfessionen und Gruppierungen unterschiedliche Auffassungen bis hin zur Ablehnung der Dreieinigkeit Gottes (Antitrinitarier). Der Glaube an Jesus Christus führte zu Spannungen und schließlich zur Trennung zwischen Juden, die diesen Glauben annahmen, und Juden, die dies nicht taten, da diese es unter anderem ablehnten, einen Menschen anzubeten, denn sie sahen in Jesus Christus nicht den verheißenen Messias und erst recht nicht den Sohn Gottes. Die heutige Zeitrechnung wird vom traditionellen Geburtsjahr Christi aus gezählt. Anno Domini (A. D.) bedeutet „im Jahr des Herrn“.

### Heilige Schrift und weitere Quellen
Die zentrale Quelle für Inhalt und Wesen des christlichen Glaubens ist die Bibel, wobei Stellenwert und Auslegung variieren. Sie besteht aus zwei Teilen, dem Alten und dem Neuen Testament. Das Alte Testament entspricht inhaltlich bis auf Details dem jüdischen Tanach und wurde von Jesus und den Urchristen ebenso wie von den Juden als Heilige Schrift gesehen. Das Neue Testament enthält Berichte vom Leben Jesu (Evangelien), der frühen Kirche (Apostelgeschichte für die Jahre 30 bis etwa 62), Briefe der Apostel sowie die Offenbarung des Johannes. Die Begriffe „Alt“ und „Neu“ für die Testamente bezeichnen den Tatbestand, dass es aus Sicht der Christen einen alten und einem neuen Bund zwischen Gott und den Menschen gibt. Das Alte Testament ist ursprünglich auf Hebräisch verfasst und wurde später (allerdings noch in vorchristlicher Zeit) unter der Bezeichnung Septuaginta ins Altgriechische übersetzt. Das Neue Testament ist hingegen in einer speziellen Variante des Altgriechischen, der Koine, verfasst. Später wurden beide Testamente ins Lateinische übersetzt (Vetus Latina, Vulgata), dem folgten sehr viel später verschiedene, teilweise konfessionsgebundene, Übersetzungen (aus dem Urtext) in die jeweiligen Volks- und/oder Landessprachen (etwa Lutherbibel, Zürcher Bibel, Einheitsübersetzung, King-James-Bibel).
Der Umfang des Alten Testaments wird von den Konfessionen unterschiedlich bestimmt, da die griechische Überlieferung der Septuaginta auch mehrere Texte enthält, die in der hebräischen Überlieferung nicht enthalten sind. Die Teile, die nur in der Septuaginta stehen, werden als deuterokanonische bzw. apokryphe Schriften bezeichnet. (Siehe auch Kanon des Alten Testaments.)
Über den Inhalt des Neuen Testaments besteht bei allen großen Konfessionen ein Konsens, der sich im Laufe der ersten vier Jahrhunderten entwickelt hat. (Siehe auch Kanon des Neuen Testaments.)
Durch zahlreiche Funde von Kodizes und Papyri in den letzten zwei Jahrhunderten kann der ursprüngliche Text des Neuen Testaments heute mit großer Genauigkeit wissenschaftlich rekonstruiert werden. Damit befasst sich die Textgeschichte des Neuen Testaments. Wie sich dieser rekonstruierte Text am besten in die Sprachen der Gegenwart übersetzen lässt, wird intensiv diskutiert (siehe Bibelübersetzung).
Auch in Bezug auf Exegese (Auslegung) der biblischen Texte und ihrer praktischen Anwendung auf das tägliche Leben (Ethik) gibt es eine große Bandbreite von Meinungen.
Bei den meisten Konfessionen beeinflussen neben der Bibel auch andere Texte wie Glaubensbekenntnisse, Katechismus, Tradition, Liturgie und christliche Vorbilder wie Heilige die Ausformung der kirchlichen und persönlichen Praxis.

## Beziehung zu anderen Weltanschauungen
Das Christentum hat andere Religionen beeinflusst, deren Anhänger sich zwar nicht als Christen sehen, aber Jesus als Propheten Gottes anerkennen. Im Koran erscheint Jesus als Isa ibn Maryam, das heißt als Sohn Marias, seine Gottessohnschaft wird indessen bestritten. Scharf zurückgewiesen werden im Koran jede Anbetung Jesu sowie nach Sure 112 die Dreieinigkeit. Andererseits trägt Jesus im Koran positive Titel wie Messias, Wort Gottes und auch Geist Gottes; ebenso gehört er zu den Propheten des Islam. Die Kreuzigung Christi wird in Sure 4, Vers 157 und entsprechend in der islamischen Koranexegese verneint:

„Sie haben ihn (in Wirklichkeit) nicht getötet und (auch) nicht gekreuzigt. Vielmehr erschien ihnen (ein anderer) ähnlich (so daß sie ihn mit Jesus verwechselten und töteten).“

Dem Christentum wird generell unter Nichtchristen Positives wie Negatives zugesprochen. Positiv wird meist die Lehre der Nächstenliebe gesehen. Auch setzen sich weltweit viele Christen für den Frieden und für barmherzige Konzepte gegen die Armut ein. Negativ wird die Geschichte des Christentums mit Kreuzzügen, Hexenverfolgungen, Inquisition und Antijudaismus gesehen. Die Positionen zu Themen wie Empfängnisverhütung, Homosexualität und Schwangerschaftsabbruch sind auch innerchristlich umstritten.
Der spätere König von Thailand Mongkut hatte um 1825 herum als buddhistischer Abt intensiven Kontakt mit dem katholischen Bischof Jean-Baptiste Pallegoix. Er kommentierte: „Was Ihr die Menschen zu tun lehrt, ist bewundernswert. Aber was Ihr sie zu glauben lehrt, ist töricht.“
Es ist ein Anliegen vieler christlicher Kirchen, sich untereinander zu versöhnen und eine gemeinsame Basis zu schaffen (Ökumene). Außerdem führen einige das Gespräch mit anderen Religionen (interreligiöser Dialog). Ziel ist ein friedliches Zusammenleben der Religionsgemeinschaften.
In den ersten nachchristlichen Jahrhunderten kam es zu teils heftigen Christenverfolgungen im Römischen Reich. Auch heute, gerade in kommunistischen und islamischen Ländern, findet eine starke Christenverfolgung statt.
Dem Christentum wird teilweise der Vorwurf gemacht, eine Mitschuld an der Judenverfolgung gehabt zu haben, da z. B. im Mittelalter Juden verfolgt wurden, weil man ihnen die Schuld am Kreuzestod Jesu gab. Ursache für diese Verfolgung war die Vermischung der historischen und der theologischen Schuldfrage, die dazu führte, dass gegenwärtig lebende Juden für die (historische) Schuld am Tod Jesu haftbar gemacht wurden und beispielsweise als „Gottesmörder“ bezeichnet wurden. Die heutige theologische Forschung unterscheidet zwischen der Frage nach der historischen Schuld für einen Justizmord, die gleichberechtigt für Jesus ebenso wie für jeden anderen Justizmord der Weltgeschichte gestellt werden kann und muss, und der theologischen Frage nach der Bedeutung des Todes Jesu Christi für jeden Einzelnen. Die historische Frage nach der Schuld am Tode Jesu wird heute relativ einhellig so beantwortet, dass hier die römische Besatzungsmacht die Verantwortung trug, da die jüdischen Autoritäten gar keine Befugnis zur Hinrichtung von Menschen hatten. Die theologische Frage wird im christlichen Glaubensverständnis so beantwortet, dass ein jeder Sünder selber die Schuld am Kreuzestod Jesu trägt.

## Kultureller Einfluss des Christentums
In der Geschichte des Abendlandes haben sich Glaube, Kultur und Kunst wechselseitig beeinflusst. Eine entscheidende Station war beispielsweise der Bilderstreit im frühen Mittelalter. Im Abendland beschäftigte sich Kunst oft mit christlichen Themen, obwohl seit der Renaissance stärker auch Rückgriff auf nichtchristliche Motive aus der Antike genommen wurde.
Musik gehört von jeher zur liturgischen Ausdrucksform des christlichen Glaubens. Große Bedeutung hatte der einstimmige unbegleitete cantus choralis sive ecclesiasticus, der ab dem 9. Jahrhundert als cantus gregorianus (gregorianischer Gesang) bezeichnet wird. In allen Epochen der Musikgeschichte schufen die bedeutendsten Musiker ihrer Zeit Werke auch für die Kirchenmusik, so beispielsweise Georg Friedrich Händel, Wolfgang Amadeus Mozart, Felix Mendelssohn Bartholdy; an herausragender Stelle aber vor allem Johann Sebastian Bach. Dichter wie Martin Luther oder Paul Gerhardt schufen im deutschsprachigen Raum Texte von hohem Rang und beeinflussten die weitere Entwicklung der Kirchenmusik maßgeblich. Der Einfluss des christlichen Glaubens ist dabei nicht auf die so genannte klassische oder E-Musik beschränkt: So greift beispielsweise die Gospelmusik vor allem im amerikanischen Kulturraum unterschiedliche Stilrichtungen des 20. Jahrhunderts auf und entwickelt diese weiter.
Auch im Bereich der Sprache und Schulbildung hat das Christentum in vielen Ländern maßgeblich gewirkt. Im deutschsprachigen Raum hatte Martin Luther durch seine Bibelübersetzung prägenden Einfluss auf die Entwicklung und Verbreitung der hochdeutschen Sprache. Die Bibel als meistübersetztes Buch der Weltliteratur machte es insbesondere in kleineren Sprachräumen z. T. überhaupt erst einmal erforderlich, eine Schriftsprache zu entwickeln, wodurch kleinere Sprachen häufig in ihrem Wert und ihrer Identität gestärkt wurden.
Naturbeobachtung, Arbeit und Technik spielten bei den westlichen Mönchen eine wichtige Rolle, sie gehörten zum geregelten Tagesablauf im Kloster, dem Ora et labora (deutsch: bete und arbeite). So erfand Gregor von Tours (538–594) die Wassermühle, Wilhelm von Auvergne (1228–1249) die mechanische Uhr und erfanden Mönche in Pisa oder Lucca 1280 die Brillengläser. Im sechzehnten Jahrhundert förderten die Reformatoren durch verständliche Bibelübersetzungen in die Volkssprachen auch eine vermehrte Einrichtung von öffentlichen Schulen und das Lesen der Bibel in der Familie, was zu einem größeren Engagement und Verantwortungsbewusstsein in Beruf und Gesellschaft führte. Um 1830 entwickelten der Presbyterianer Cyrus McCormick und der Quäker Obed Hussey erste Mähmaschinen, um den Bauern in den USA die harte Erntearbeit zu erleichtern und die Erträge zu erhöhen.
Da die Naturwissenschaftler bzw. -philosophen des Mittelalters vorwiegend aus dem geistlichen Stand stammten, waren sie von einem sinngebenden, gesetzmäßig aufgebauten Kosmos überzeugt. Das christliche Weltbild und das von der Kirche anerkannte (teilweise angepasste) antike Wissen (Aristotelismus) bildeten die herrschende Lehrmeinung. Da die Kirche allerdings einen Anspruch auf die absolute Wahrheit erhob und unter Androhung teils drakonischer Strafen keine anderen Meinungen duldete (Häresie), war das Verhältnis von Naturwissenschaft und Religion seit dem Aufkommen abweichender Ideen für Jahrhunderte von einer christlichen Bevormundung und Unterdrückung geprägt, die sich etwa im Widerstand gegen das Heliozentrische Weltbild oder die Evolutionstheorie äußerte. Wie die Auswertung historischer Texte belegt, versteckten selbst berühmte Scholastiker des Mittelalters wie Thomas von Aquin, Aegidius Romanus oder Boetius von Dacien „unchristliche Ideen“ hinter doppeldeutigen Formulierungen, die es ihnen ermöglichten, Ihre Identität als Christen und Wissenschaftler zu wahren. Erst im Laufe der Aufklärung gelang es den Wissenschaften, sich von der Kirchendoktrin gänzlich zu lösen.
Wurde der christlichen Mission früher teilweise der Vorwurf gemacht, zugleich mit dem christlichen Glauben auch die Kultur des Abendlandes (z. B. in Form von Kleiderordnungen) zu exportieren, ist das Selbstverständnis von Mission heute eher auf Inkulturation ausgerichtet. Zu den wesentlichen kulturellen Einflüssen des Christentums ist zudem die Etablierung der christlichen Zeitrechnung im Abendland zu zählen.

### Einführungen
- Micha Brumlik: Entstehung des Christentums. Verlagshaus Jacoby & Stuart, Berlin 2010, ISBN 978-3-941787-14-8.
- David Bentley Hart: Die Geschichte des Christentums: Glaube, Kirche, Tradition. National Geographic, 2010, ISBN 978-3-86690-189-6 (Übersetzung: Ute Mareik).
- Hans-Peter Hasenfratz: Das Christentum – eine kleine Problemgeschichte. Theologischer Verlag, Zürich 1992, ISBN 3-290-10151-7.
- Werner Heinz: Der Aufstieg des Christentums. Geschichte und Archäologie einer Weltreligion. Konrad-Theiss-Verlag, Stuttgart 2005, ISBN 3-8062-1934-6.
- Klaus Koschorke, Johannes Meier u. a.: Christentum. In: Religion in Geschichte und Gegenwart. 4. Aufl. Band 2, 1999, Sp. 183–246, ISBN 3-16-146942-9.
- Hans Küng: Das Christentum. Wesen und Geschichte. Piper, München 1995, ISBN 3-492-03747-X.
- Joseph Ratzinger: Einführung in das Christentum – Vorlesungen über das apostolische Glaubensbekenntnis. dtv, München 1971, ISBN 3-423-04094-7.

### Geschichte (umfangreiche Darstellungen)
- Cambridge History of Christianity. Mehrere Hrsg. 9 Bände. Cambridge 2005ff. (Gesamtdarstellung, die den neueren Forschungsstand miteinbezieht).
- Die Geschichte des Christentums. Religion Politik Kultur. Herausgegeben von Jean-Marie Mayeur, Charles und Luce Pietri, André Vaucher, Marc Venard. Deutsche Ausgabe herausgegeben von Norbert Brox, Odilo Engels, Georg Kretschmar, Kurt Meier, Heribert Smolinsky, 14 Bde., Verlag Herder, Freiburg i. Br. 1991ff. (Aktuelle Gesamtdarstellung: Besprechung).
- Handbuch der Kirchengeschichte. Hrsg.: Hubert Jedin u. a., 7 Bde., Freiburg 1962–1979, ISBN 3-451-20454-1 (Standardwerk zur Geschichte des Christentums aus dem Blickwinkel der katholischen Kirche und teils überholt).

### Lexika
Siehe vor allem: Theologische Realenzyklopädie, Religion in Geschichte und Gegenwart [4. Aufl.], Lexikon für Theologie und Kirche [3. Aufl.] und Biographisch-Bibliographisches Kirchenlexikon.
- Metzler Lexikon christlicher Denker: 700 Autorinnen und Autoren von den Anfängen des Christentums bis zur Gegenwart. Hrsg.: Markus Vinzent. Metzler, Stuttgart u. a. 2000.

### Philosophische Deutungen
- Ludwig Feuerbach: Das Wesen des Christentums. Otto Wiegand, Leipzig 1841.
- René Girard: Ich sah den Satan vom Himmel fallen wie einen Blitz. Eine kritische Apologie des Christentums. Hanser, München 2002.
- Georg Wilhelm Friedrich Hegel: Frühe Schriften. Werke in zwanzig Bänden, Band 1. Suhrkamp, Frankfurt am Main 1971.
- Michel Henry: Inkarnation: Eine Philosophie des Fleisches. 2. Aufl. Alber, Freiburg 2004.
- Jean-Luc Nancy: Dekonstruktion des Christentums. Diaphanes, Zürich / Berlin 2008.
- Slavoj Žižek: Das Reale des Christentums. Suhrkamp, Frankfurt am Main 2006, ISBN 3-518-06860-1.

### Sonstige Literatur
- Bruce Bawer: Stealing Jesus: How Fundamentalism Betrays Christianity. Three Rivers Press, New York 1997, ISBN 0-609-80222-4 (Kritik an fundamental-dogmatischen Tendenzen).
- Karl-Heinrich Ostmeyer: Das Vaterunser. Gründe für seine Durchsetzung als ‚Urgebet’ der Christenheit; New Testament Studies 50, 2004, S. 320–336.